# 이근경
이근경(李根京, 1950년 12월 25일~)은 서울 출신으로 서울대 경제학과 재학 중 행정고시 14회(1973년)로 공직에 입문해 대통령 재정금융비서관, 재정경제부 차관보, 기술신용보증기금 이사장, 한국은행 금융통화위원회 위원, 전라남도 정부부지사 등을 역임했다.

## 학력
- 2004 서강대학교 경영학 박사
- 1979 미국 윌리엄스 대학교 대학원 개발경제학 석사
- 1975 서울대학교 경제학과 학사
- 1969 경기상업고등학교

## 경력
- 2017 더불어민주당 중앙선대위 10년의힘위원회 위원
- 2013~2014 전라남도지사 정책특보
- 2007~2012 마이어자산운용주식회사 대표이사
- 2005~2006 전라남도 정무부지사[1]
- 2004 법무법인 세종 시장경제연구원 원장
- 2002~2003 한국은행 금융통화위원회 위원
- 2001~2002 기술신용보증기금 이사장
- 1999~2001 재정경제부 차관보(관리관)
- 2000 제1차 남북경제협력실무접촉 수석대표[2]
- 1998~1999 재정경제부 세제총괄심의관
- 1998: 대통령비서실 재정금융비서관, 정책1비서관(이사관)
- 1995~1997 재정경제부 세제총괄심의관, 재산소비세심의관(이사관)
- 1993 공정거래위원회 거래국장(부이사관)
- 1991~1993 경제기획원 종합기획과장
- 1987~1990 경제기획원 투자계획과장,산업정책과장
- 1985~1987 세계은행(IBRD) 파견근무
- 1984~1985 경제기획원 법무담당관(서기관)
- 1975~1983 경제기획원 경제기획국(사무관)
- 1973 14회 행정고시합격

## 상훈
- 1996 홍조근정훈장[3]
- 1982 녹조근정훈장

## 논문
- 2004 특성인식방법을 이용한 국내은행산업의 건전성제고방안(서강대 박사논문)
- 1978 Export-oriented Development Strategy and Its Enployment Effect(미국 윌리엄스대 대학원 석사논문)